# Chodaczków Mały (przystanek kolejowy)
Chodaczków Mały (ukr. Малий Ходачків) – przystanek kolejowy w pobliżu miejscowości Chodaczków Mały, w rejonie tarnopolskim, w obwodzie tarnopolskim, na Ukrainie.
Przystanek istniał w II Rzeczypospolitej.